# Національний музей Перемишльщини (Перемишль)
Національний музей Перемишльщини (пол. Muzeum Narodowe Ziemi Przemyskiej w Przemyślu) — краєзнавчий музей Перемиської землі. 
Заснований у 1909 з ініціативи місцевих громадських діячів як Перемиський музей Товариства друзів наук. Урочисте відкриття першої експозиції відбулося 10 квітня 1910. 
Ядро фондів музею становила приватна колекція Казимира і Тадеуша Осинських та численні дари громадськості. У 1921 році, після вступу у Спілку історично-художніх музеїв, що у Познані, дістав теперішню назву Національний музей Перемищини, яку відновив у 1984 році.
1945 року прийняв фонди українського музею «Стривігор», реквізовані польською комуністичною владою.
У 2008 р. музей отримав нову будівлю, що постала на місці старих кам'яниць, знищених під час Другої світової війни.
Сьогодні збірки налічують близько 200 тисяч експонатів з галузі археології, історії, мистецтва та етнографії. Серед художніх творів — картини Яна Матейки, Артура Гроттгера, Войцеха Коссака. В діючій бібліотеці Музею тепер зберігається 35 тисяч книг, у тому числі 98 рукописів, близько 400 старовинних гравюр і 600 картографічних позицій.
Головна будівля вміщує дві постійно діючі експозиції. У першій представлено предмети сакрального мистецтва двох народів — польського та українського, які разом творили історію цих земель. Цим і пояснюється незвичайна, на перший погляд, назва відділу — "Кредо на два голоси". Відвідувачі можуть оглянути велику кількість ікон (біля 800 одиниць), фрагменти старовинних іконостасів із вишуканою дерев'яною різьбою, церковний одяг, різноманітні предмети культового призначення. Окремий інтерес викликають твори західноєвропейських майстрів — Мавузе, Рафаеля, Франческо Бассано, Мікеланжело Унтербергера, а також роботи місцевих митців — Миколи Теренського, Стефана Гродзецького, Юзефа Вілки, Йоганна Пінзеля та ін. Експонати відділу розміщені в хронологічному порядку, це дає можливість відслідковувати розвиток стилістичних особливостей в культурному житті двох народів.
Друга експозиція називається "Фортеця Перемишльська". Її експонати відображають повну історію одного з найвизначніших оплотів Першої світової війни — від етапів будівництва фортеці до бойових подій І світової війни. Тут представлені амуніція, зброя, фотоматеріали, особисті та ужиткові речі — свідки подій 1854-1914 рр. Особливий інтерес викликають експонати, які висвітлюють битви та облоги твердині в період з вересня 1914 р. до червня 1915 р. Цікавою також є частина експозиції, яка присвячена угорським захисникам фортеці, які складали значну частину гарнізону. Тут можна побачити унікальні фотоматеріали.
У даний час у музеї також проходить виставка "Світ, якого вже нема" ("Świat przeszły dokonany"), яка присвячена минулому єврейської громади Перемишля. Представлено велику колекцію юдаїки: фотографії, художні роботи художників єврейського походження, книги і газети з бібліотечної колекції музею. Ви можете побачити елементи традиційного єврейського одягу, який використовували під час молитви (талеси, ярмулки), культові предмети (тефіліни), різні побутові речі. У одному з розділів представлене типове помешкання зі столом, засервірованим для шабату. Частина експозиції презентує речі, пов'язані з літургією у синагозі.